# Pozzuolo Martesana
Pozzuolo Martesana é uma comuna italiana da região da Lombardia, província de Milão, com cerca de 7.233 habitantes. Estende-se por uma área de 12 km², tendo uma densidade populacional de 603 hab/km².
Faz fronteira com Inzago, Cassano d'Adda, Gorgonzola, Bellinzago Lombardo, Melzo, Truccazzano.

## Demografia
| Variação demográfica do município entre 1861 e 2011                               |
|                                                                                   |
| Fonte: Istituto Nazionale di Statistica (ISTAT) - Elaboração gráfica da Wikipedia |